# Таршин
Таршин (мальт. Ħal Tarxien) — город на юго-востоке Мальты.
Город наиболее известен благодаря Таршиену, мегалитическому храмовому комплексу, который является одним из старейших отдельно стоящих сооружений на Земле. Он является частью Всемирного наследия ЮНЕСКО.

## Этимология
Название города может быть искажением слова Trix, означающего большой камень, который использовался при строительстве известных храмов города.

## Население
В декабре 2008 года население Таршина составляло 7724 человек, а к марту 2014 года оно увеличилось до 8583 человек. Когда наступает лето, из-за жары большинство жителей Таршина уезжают в приморские города Мальты.
| Год  | Численность | Численность |
| ---- | ----------- | ----------- |
| 2014 | 8583        | [ 4 ]       |

## Основные достопримечательности

### Доисторические храмы
Считается, что старейший храм здесь датируется около 3600 годом до нашей эры. Храмы имеют различные статуи и рельефы животных, в том числе коз и свиней. Наиболее заметные из статуй, найденных в храмах, находятся на высоте около 2,5 м, и представляют собой своего рода Богиню-Мать. Имеется несколько таких статуй, находящихся в разных храмах и считается, что они символизируют плодородие. Здесь также была найдена маленькая фигурка из запечённой глины, изображающая священника.

## Города-побратимы
- Овиндоли, Италия
- Велико-Тырново, Болгария
- Сент-Эликс-ле-Шато, Франция